# Stellaria nepalensis
Stellaria nepalensis là loài thực vật có hoa thuộc họ Cẩm chướng. Loài này được Majumdar & Vartak miêu tả khoa học đầu tiên năm 1971.